# جاك ديكين
جاك ديكين (بالإنجليزية: Jack Deakin)‏ (29 سبتمبر 1912 في المملكة المتحدة - 2001) هو لاعب كرة قدم بريطاني (وحمل سابقاً جنسية المملكة المتحدة لبريطانيا العظمى وأيرلندا) في مركز الهجوم. لعب مع برادفورد سيتي.

## وصلات خارجية
- جاك ديكين على موقع قاعدة بيانات كرة القدم.إي يو (الإنجليزية)